# Sean Eadie
Sean Patrick Eadie  (* 15. April 1969 in Sydney) ist ein ehemaliger australischer Radrennfahrer und jetziger Radsporttrainer.

## Sportlicher Werdegang
Sean Eadie begann im Alter von zehn Jahren mit dem Radsport. Im Jahre 1990 wurde er Profi, nachdem er vorher eine Ausbildung zum Grundschullehrer absolviert hatte.
Bei den Olympischen Spielen 2000 in Sydney errang Eadie gemeinsam mit Gary Neiwand und Darryn Hill die Bronzemedaille im Teamsprint. Zwei Jahre später, 2002, wurde Eadie wurde Weltmeister im Sprint. Im Jahr darauf gewann er im Teamsprint (mit Ryan Bayley und Jobie Dajka) die Commonwealth Games. Außerdem wurde er mehrfach australischer Meister.
2004 nahm Eadie an den Olympischen Spielen 2004 in Athen teil, im Sprint belegte er Rang zwölf und im Teamsprint gemeinsam mit Ryan Bayley und Shane Kelly vier.
Eadie wurde besonders bekannt, weil er – ungewöhnlich für einen Radrennfahrer –  einen Bart trug. Nach dem Gewinn des Sprint-Weltmeistertitels 2002 in Kopenhagen ließ er sich von dem französischen Bahnrad-Star Arnaud Tournant noch im Innenraum der Radrennbahn sein Markenzeichen abrasieren.

## Dopingaffäre
Vor den Olympischen Spielen in Athen musste sich Eadie vor einem Untersuchungsausschuss wegen vermeintlicher Einnahme von Wachstumshormonen verantworten. Im Dezember 2003 hatte eine Putzfrau im Zimmer des 19-jährigen Radrennfahrers Mark French in einem Gebäude des Australian Institute of Sport in Adelaide Ampullen mit Wachstumshormonen gefunden. „What has eventuated [...] is a tangle of blame, suspicion, suspensions, exonerations, finger-pointing, court appearances and then court appeals.“ („Es folgte ein Wirwarr aus Beschuldigungen, Verdächtigungen, Suspendierungen, Entlastungen, Schuldzuweisungen, Gerichtsterminen und Berufungen.“)
French gab an, die Rennfahrer Sean Eadie, Shane Kelly, Graeme Brown, Brett Lancaster und Dajka hätten sich diese selbst in seinem Zimmer gespritzt. Eadie habe ihm die erste Spritze gesetzt, mit, wie er geglaubt haben wollte, zulässigen Vitaminen. Nach einer viermonatigen Untersuchung wurde French als einziger der Rennfahrer mit einer zweijährigen Wettkampfsperre bestraft und darüber hinaus wegen Handels mit verbotenen Substanzen lebenslang aus dem australischen Olympiateam verbannt. 2005 wurde French vom Internationalen Sportsgerichtshof (CAS) freigesprochen und seine Sperren aufgehoben.
Im Rahmen dieser Untersuchung wurde öffentlich, dass Sean Eadie 1999 ein Päckchen erhalten hatte, das Peptide enthielt und vom Zoll konfisziert worden war. Eadie hatte angegeben, dass er nicht wisse, von wem das Päckchen stamme, und nach einer Kontrolle seiner Kreditkarten konnte ihm nichts nachgewiesen werden. Eadie hatte angegeben, er vermute, hinter der Zusendung dieser Päckchen stecke eine Ex-Freundin von ihm, die ihm hätte schaden wollen.

## Berufliches
Im Anschluss an seine aktive Karriere wurde Eadie als Radsporttrainer tätig. Er arbeitet als Sprinttrainer für das New South Wales Institute of Sport im Dunc Gray Velodrome, als Assistent von Bradley McGee (Stand 2017). Zu seinen Schützlingen gehört die dreifache Weltmeisterin Kaarle McCulloch.

## Erfolge
1997
- Weltmeisterschaft – Teamsprint (mit Danny Day und Shane Kelly)

2000
- Olympische Spiele – Teamsprint (mit Darryn Hill und Gary Neiwand)

2001
- Weltmeisterschaft – Teamsprint (mit Jobie Dajka und Shane Kelly)

2002
- Weltmeister – Sprint
- Weltmeisterschaft – Teamsprint (mit Jobie Dajka und Ryan Bayley)
- Weltcup in Sydney – Keirin, Sprint
- Commonwealth Games 2002 – Teamsprint (mit Jobie Dajka und Ryan Bayley)

2004
- Ozeanienmeister – Sprint
- Australischer Meister – Sprint